# American Baptist Churches USA
American Baptist Churches USA (ABCUSA) är ett baptistiskt samfund i USA. Det hade år 2014 1 198 046 medlemmar i 5 120 församlingar.
Teologiskt är American Baptist Churches mer moderat eller liberalt och ekumeniskt inriktade än sydstatsbaptisterna i Southern Baptist Convention.
American Baptist Churches in the USA är medlem i Baptisternas Världsallians  och Kyrkornas Världsråd. 

## Historia
ABCUSA härstammar från baptistförsamlingarna i nordstaterna som skildes från sydstatsbaptismen i samband med det amerikanska inbördeskriget.